# Nerwica niedzielna
Nerwica niedzielna – rodzaj zaburzeń nerwicowych, występujący u ludzi którzy czerpią dużą satysfakcję z aktywności i działania. Termin ten został wprowadzony do psychiatrii przez Viktora Frankla.
Osoba podatna na nerwicę niedzielną funkcjonuje bez zaburzeń w dobrze zaplanowanym grafiku pracy, odsuwając na bok możliwe stany lękowo-depresyjne. Kiedy nadchodzi weekend lub okres świąteczny, owe mechanizmy obronne przestają działać i dana osoba może zacząć odczuwać napięcie lękowe, przygnębienie, poczucie osamotnienia lub poczucie bycia bezużytecznym.